# Le Droit de tuer (film, 1948)
Pour les articles homonymes, voir Le Droit de tuer.
Pour plus de détails, voir Fiche technique et Distribution.
Le Droit de tuer (titre original : An Act of Murder ; titres alternatifs : Live Today for Tomorrow ou I Stand Accused) est un film de procès américain réalisé par Michael Gordon, sorti en 1948.

## Synopsis
Calvin Cooke, un juge têtu, préside une affaire de meurtre dans laquelle l'avocat David Douglas ne parvient pas à prouver que l'état d'esprit de son client était une circonstance atténuante. La fille de Cooke, Ellie, se plaint à sa mère Cathy de l'inflexibilité de son père mais Cathy insiste sur le fait qu'il est un mari aimant. Le soir de leur 20e anniversaire de mariage, elle prévoit de manger chez des amis. Cooke ne sait pas qu'Ellie (elle-même étudiante en droit) et Douglas ont une relation amoureuse jusqu'à ce que Douglas arrive pendant la fête pour l'emmener à un rendez-vous. Cooke et Douglas échangent ensuite des positions de désaccord sur leurs philosophies de la loi.
Lors de la fête, Cathy parle au Dr Morrison, un neurologue expert et ami de la famille, de ses symptômes intermittents de faiblesse et de maux de tête. À son bureau, Morrison effectue une série de tests et consulte ensuite d'autres experts. Plutôt que de lui dire la vérité, Morrison contacte son mari. Cathy a une tumeur au cerveau inopérable et souffrira de plus en plus jusqu'à ce qu'elle la tue. Cooke accepte, plutôt que de gâcher ses jours restants, de garder l'information secrète. Le médecin lui donne une bouteille de pilules appelées Demarine pour soulager la douleur, l'avertissant fortement de la dose maximale et une ordonnance.
Cooke, qui avait précédemment déclaré qu'il était trop occupé par des affaires pour emmener Cathy dans une deuxième lune de miel comme elle le souhaitait, accepte maintenant d'y aller immédiatement. Mais son état s'aggrave rapidement, y compris des maux de tête atrocement douloureux. Cooke lui donne une dose de Demarine, prétendant que c'est de l'aspirine. Alors qu'il appelle le médecin depuis une cabine téléphonique pour que Cathy n'entende pas, un chien est écrasé dans la rue et un policier met fin à ses souffrances d'un coup de feu. Cooke, se sentant évidemment dégoûté par des pensées similaires, jette les pilules restantes.
Cathy, en fouillant dans leurs bagages à la recherche d'articles de toilette, découvre accidentellement le diagnostic écrit et l'ordonnance du médecin. Lorsque Cooke revient dans la chambre, elle dit qu'elle se sent mieux mais qu'elle aimerait rentrer chez elle. Dans la voiture, ses symptômes reviennent. Ils s'arrêtent à une station-service pour faire réparer un problème de voiture et Cooke demande de toute urgence quelle est la pharmacie la plus proche. De retour sur la route, Cathy s'effondre dans la voiture. Cooke n'en peut plus. Il chasse délibérément un talus, sans se soucier s'il est également tué. Il survit, avoue qu'il s'est écrasé exprès et, conformément à sa philosophie, demande à être poursuivi pour meurtre.
À la demande d'Ellie, Douglas accepte de défendre Cooke. Il demande une autopsie au cas où Cathy serait effectivement décédée des suites de sa maladie avant l'accident. La découverte est une surprise : elle est décédée avant le crash mais d'une overdose de Demarine. Douglas montre qu'elle avait fait exécuter l'ordonnance avant le retour à la maison et qu'elle avait pris le médicament à la station-service.
Le juge du procès rejette alors l'accusation de meurtre mais déclare que Cooke savait très bien que ce qu'il tentait de faire était mal et qu'il devait se considérer comme moralement coupable. Cooke accepte et annonce qu'en expiation, s'il est autorisé à rester juge, il statuera désormais sur la base que de même une personne peut être légalement coupable mais moralement innocente - exactement ce que Douglas et Ellie ont demandé.

## Fiche technique
- Titre : Le Droit de tuer
- Titre original : An Act of Murder
- Titres alternatifs : Live Today for Tomorrow ou I Stand Accused
- Réalisation : Michael Gordon
- Scénario : Michael Blankfort et Robert Thoeren d'après le roman d'Ernst Lothar
- Musique : Daniele Amfitheatrof
- Photographie : Hal Mohr
- Montage : Ralph Dawson
- Production : Jerry Bresler
- Société de production : Universal Pictures
- Société de distribution : Universal Pictures (États-Unis)
- Pays :  États-Unis
- Genre : Policier, drame et film noir
- Durée : 91 minutes
- Dates de sortie : 
  -  États-Unis : 5 décembre 1948
  -  France : 24 mai 1950

## Distribution
- Fredric March : le juge Calvin Cooke
- Edmond O'Brien : David Douglas
- Florence Eldridge : Catherine Cooke
- Geraldine Brooks : Ellie Cooke
- Stanley Ridges : le docteur Walter Morrison
- John McIntire : le juge Ogden
- Frederic Tozere : Charles Dayton
- Will Wright : le juge Jim Wilder
- Virginia Brissac : Mme. Russell
- Francis McDonald : M. Russell
- Mary Servoss : Julia
- Don Beddoe : Pearson
- Clarence Muse : M. Pope

## Récompenses et distinctions
- Le film a été présenté en sélection officielle en compétition au Festival de Cannes 1949[1].